# Drozdiwka
Drozdiwka (ukr. Дроздівка) – wieś na Ukrainie, w obwodzie czernihowskim, w rejonie czernihowskim, w hromadzie Kułykiwka. W 2001 liczyła 1179 mieszkańców, spośród których 1160 wskazało jako ojczysty język ukraiński, 18 rosyjski, a 1 mołdawski.